# بيرند ماير
بيرند ماير (بالألمانية: Bernd Meier)‏ (11 فبراير 1972 راين ألمانيا - 2 أغسطس 2012 ألمانيا) هو لاعب كرة قدم ألماني سابق كان يلعب كحارس مرمى.

## روابط خارجية
- بيرند ماير على موقع قاعدة بيانات كرة القدم.إي يو (الإنجليزية)
- بيرند ماير على موقع بيانات كرة القدم. دي إي (الألمانية)
- بيرند ماير على موقع عالم كرة القدم.نت (الإنجليزية)